# جزيرة جنوب ماليتا
جزيرة جنوب ماليتا، المعروفة أيضًا باسم ماليتا الصغرى مالايتا هي جزيرة تقع في الطرف الجنوبي من جزيرة ماليتا شرق جزر سليمان،  وتُسمى «الصغرى» تمييزًا لها عن جزيرة ماليتا التي هي أكبر منها بكثير، وهي الآن جزء من محافظة ماليتا. كانت الجزيرة تحت الحماية البريطانية منذ عام 1893، وعملت الإدارة البريطانية على جمع الضرائب من الجزر.